# Waikato
Waikato is een regio van Nieuw-Zeeland op het Noordereiland.
De regio is genoemd naar de Waikato Rivier. Dat is de langste rivier van Nieuw-Zeeland.
De hoofdstad van de regio is Hamilton.
Het grootste zoetwatermeer van Australazië, het Taupomeer ligt in de regio. Aan dat meer ligt de stad Taupo, waarnaar ook het vulkanisch gebied van Taupo genoemd is. Dit gebied reikt van Mount Ruapehu, midden op het Noordereiland, tot White Island (Nieuw-Zeeland), in de Bay of Plenty. Het gebied omvat, op het grondgebied van Waikato, ook Mount Tongariro en Mount Ngarahoe, en Karapiti (Craters of the Moon). Ook Rotorua ligt in dit gebied.